# Josef Pischna
Josef Pischna (Josef Pišna, in der Literatur zuweilen fälschlicherweise auch als Johann Pišna beschrieben) (* 15. Juni 1826 in Erdischowitz; † 19. Oktober 1896 in Prag) war ein böhmischer Pianist, Komponist und Musikpädagoge.
Pischna studierte am Prager Konservatorium Oboe. Er wirkte 35 Jahre als Pianist und Klavierlehrer in Moskau. Dort wirkte er unter anderem als Lehrer am Adeligen Mädcheninstitut. In seinen späten Jahren ging er nach Prag zurück. Von seinen Kompositionen sind vor allem die 60 Klavierübungen von bleibendem Wert. Diese 60 Exercises pour piano erschienen in mehreren Auflagen und werden bis in die Gegenwart im Klavierunterricht eingesetzt. Emil von Sauer und Willy Rehberg gaben erschwerte, der französische Pianist und Klavierbauer Auguste Wolff eine erleichterte Version dieser Exercises von Pišnas heraus.